# Paul Robinson (voetballer)
Paul William Robinson (Beverley, 15 oktober 1979) is een Engels voormalig voetballer die als doelman speelde. Van 2003 tot en met 2010 speelde hij 41 interlands in het Engels voetbalelftal.

## Clubcarrière
De carrière van Robinson begon in 1998 bij Leeds United AFC. In zijn eerste seizoen speelde hij vijf duels voor de club. In de vijf jaar daarna groeide hij uit tot vaste keeper van Leeds. In het seizoen 2002/03 was hij een van de zeven spelers in de Premier League die in alle 38 duels meedeed, van de eerste tot de laatste minuut.
In de slotseconde van het League Cup-duel tegen Swindon Town FC scoorde Robinson de gelijkmaker, waarna Leeds United de wedstrijd na strafschoppen won. In het thuisduel tegen Watford FC (3-1) scoorde Robinson zijn tweede doelpunt in zijn loopbaan. In de 63e minuut belandde een vrije trap vanaf een paar meter buiten zijn eigen strafschopgebied achter collega-doelman Ben Foster.
Met Leeds degradeerde hij in 2004 naar de Championship. Daarop werd hij door Tottenham Hotspur naar Londen gehaald. Bij Tottenham miste hij in drie seizoenen twee duels, maar verloor hij in het seizoen 2007-'08 zijn basisplaats en tegelijkertijd zijn plek in het Engels voetbalelftal. Hij tekende in juli 2008 een vijfjarig contract bij Blackburn Rovers FC dat £ 3.500.000,- voor hem betaalde aan Tottenham Hotspur FC. In 2015 verliet hij de club. Robinson was vanaf januari 2016 nog reservedoelman bij Burnley voor hij zijn loopbaan medio 2017 beëindigde.

## Interlandcarrière
Onder leiding van bondscoach Howard Wilkinson nam Robinson in 2000 met Engeland U21 deel aan het Europees kampioenschap in Slowakije. Robinson speelde op 12 februari 2003 tegen Australië zijn eerste interland. Hij keepte vervolgens onder meer alle duels van Engeland op het WK 2006.In de interland op 14 oktober 2006 tegen Kroatië blunderde Robinson. Zijn ploegmaat Gary Neville speelde de bal terug maar Robinson trapte naast de bal. Na 41 interlands beëindigde hij in augustus 2010 zijn interlandcarrière.

## Statistieken
| Seizoen  | Club                 | Competitie     | Wedstrijden | Doelpunten |
| -------- | -------------------- | -------------- | ----------- | ---------- |
| 1997-'98 | Leeds United AFC     | Premier League | 5           | 0          |
| 1999-'00 | Leeds United AFC     | Premier League | 0           | 0          |
| 2000-'01 | Leeds United AFC     | Premier League | 16          | 0          |
| 2001-'02 | Leeds United AFC     | Premier League | 0           | 0          |
| 2002-'03 | Leeds United AFC     | Premier League | 38          | 0          |
| 2003-'04 | Leeds United AFC     | Premier League | 36          | 0          |
| 2004-'05 | Tottenham Hotspur FC | Premier League | 36          | 0          |
| 2005-'06 | Tottenham Hotspur FC | Premier League | 38          | 0          |
| 2006-'07 | Tottenham Hotspur FC | Premier League | 38          | 1          |
| 2007-'08 | Tottenham Hotspur FC | Premier League | 25          | 0          |
| 2008-'09 | Blackburn Rovers FC  | Premier League | 35          | 0          |
| 2009-'10 | Blackburn Rovers FC  | Premier League | 34          | 0          |
| 2010-'11 | Blackburn Rovers FC  | Premier League | 36          | 0          |
| 2011-'12 | Blackburn Rovers FC  | Premier League | 34          | 0          |
| 2012-'13 | Blackburn Rovers FC  | Championship   | 21          | 0          |
| 2013-'14 | Blackburn Rovers FC  | Championship   | 21          | 0          |
| 2014-'15 | Blackburn Rovers FC  | Championship   | 7           | 0          |
| 2015-'16 | Burnley FC           | Championship   | 0           | 0          |
| 2016-'17 | Burnley FC           | Premier League | 3           | 0          |